# Macao
Macao (AFI: /maˈkao/; in cinese 澳門T, 澳门S, ÀoménP; in portoghese Macau) è una delle regioni amministrative speciali della Cina insieme a Hong Kong.
Si trova sul lato occidentale del delta del fiume delle Perle e confina con Hong Kong a est, con la provincia di Guangdong a nord e a ovest, mentre a sud è di fronte al mar Cinese Meridionale. L'economia del territorio è fortemente dipendente dal gioco d'azzardo e dal turismo, ma comprende anche attività produttive.
Ex colonia portoghese, Macao rimase possedimento dell'Impero portoghese dalla metà del XVI secolo fino al 1999, ultima colonia europea in Asia. Commercianti portoghesi si stabilirono a Macao già nel 1550 e nel 1557 Macao diventò parte del Portogallo come porto commerciale verso l'Impero cinese. Tuttavia l'amministrazione portoghese della città rimase sotto l'autorità e la sovranità cinese fino al 1887, quando Macao divenne una colonia dell'Impero portoghese.
Lo Stato cinese ha riassunto la sovranità su Macao nel dicembre 1999. La dichiarazione congiunta sino-portoghese e la "legge fondamentale di Macao" stabiliscono comunque un alto grado di autonomia per la regione almeno fino a cinquant'anni dopo il passaggio di sovranità, come stabilito anche per Hong Kong.
Nell'ambito della politica di "una Cina, due sistemi" il governo popolare centrale della Cina è responsabile per la difesa del territorio e degli affari esteri, mentre Macao mantiene il proprio sistema giuridico, la propria forza di polizia, il sistema monetario, la politica doganale e la politica d'immigrazione.
Secondo il World Factbook, Macao ha la seconda più alta aspettativa di vita tra tutti i paesi del mondo. Macao è inoltre una delle regioni in Asia con il più alto indice di sviluppo umano.

## Nomi
Il nome Macau si suppone derivi dal tempio dedicato a Mage (媽閣; cantonese: Magok, pinyin: māgé), costruito nel 1448 per la dea Mazu, divinità cinese dei mari.
In Cina la città è nota come Àomén (澳门). Altri nomi sono: Haojing'ao (壕鏡澳), Xiangshan'ao (香山澳) e Liandao (蓮島).
Macau è il nome portoghese. Il nome ufficiale della zona è 中华人民共和国澳门特别行政区 Zhonghua Renmin Gongheguo Aomen Tebie Xingzhengqu ("zona amministrativa speciale di Macao della Repubblica Popolare Cinese").

## Storia
Divenne colonia portoghese nel 1552 e fu riconosciuta come tale dalla Cina nel 1670. Durante il XVII secolo gli olandesi tentarono a più riprese di conquistarla. Dopo la parentesi spagnola, il Portogallo riottenne l'indipendenza sotto i Braganza nel 1640 e, giacché per tutto il periodo "spagnolo" Macao si ritenne sempre solo soggetta al Portogallo, le fu dato il titolo ufficiale di Cidade do Nome de Deus, de Macau, Não há outra mais Leal ("città nel nome di Dio, Macao, nessun'altra più leale").
Dopo la conquista britannica di Hong Kong l'importanza di Macao come centro commerciale declinò sempre più. Fu la base di partenza delle missioni dei gesuiti nella Cina Ming e centro della triangolazione degli scambi commerciali argento-bronzo tra Giappone e Cina, paesi che non avevano relazioni commerciali dirette e che godevano di due tassi di cambio completamente diversi. Questo permise il suo decollo economico.
Fu anche rifugio per migliaia di convertiti al cattolicesimo giapponesi dopo l'inizio delle persecuzioni. Molti di essi fecero parte delle maestranze che eressero la chiesa di San Paolo, di cui oggi rimane solo la facciata. L'11 giugno 1951 Macao fu elevata dallo status di colonia a quello di territorio d'oltremare.
Il Portogallo cominciò di fatto a perdere la sovranità su Macao a partire dalla Rivoluzione culturale cinese alla fine del 1966, quando una disputa sulla chiusura di una scuola portò a violente dimostrazioni contro l'autorità portoghese e l'amministrazione abdicò alla sua autorità sovrana. Il 29 gennaio 1967 il Portogallo riconobbe ufficialmente Macao come territorio cinese e, anche se la Cina declinò l'offerta per il suo ritorno ufficiale sotto la sua sovranità, Macao passò di fatto sotto influenza cinese: nessuna decisione importante avrebbe potuto essere presa senza accordi con la Cina. Ho Yin, capo della Camera di commercio cinese a Macao, divenne il rappresentante ufficioso di Pechino.
Dopo la caduta del regime salazarista in Portogallo, il 25 aprile 1974, la Cina rifiutò ancora la restituzione di Macao, e nel 1975 il piccolo contingente militare portoghese fu ritirato. Il 17 febbraio 1976 il nuovo statuto dichiarò Macao territorio speciale cinese in amministrazione portoghese.
L'accordo sino-lusitano del 26 marzo 1987 previde il ritorno definitivo di Macao alla Cina e il passaggio ufficiale sarebbe avvenuto alla mezzanotte del 20 dicembre 1999. Così Macao dopo 442 anni di controllo portoghese tornò sotto sovranità cinese. Nella dichiarazione congiunta è stato stipulato che Macao manterrà comunque un elevato livello di autonomia fino a cinquant'anni dopo il trasferimento.

## Geografia
Macao si trova 60 km a sud-ovest di Hong Kong e 145 chilometri da Canton. Dispone inoltre di 41 chilometri di costa, ma ha soli 310 metri di confine terrestre con Guangdong. Essa consiste nella penisola di Macao stessa e le isole di Taipa e Coloane, che sono ora collegate a formare la striscia di Cotai. La penisola è formata da un estuario del fiume delle Perle a est e dal fiume Xi Jiang a ovest. Si trova ai confini della Zona economica speciale dello Zhuhai in Cina.
Il confine principale tra Macao e la Cina è conosciuto come la Portas do Cerco sul lato di Macao, e il porto Gongbei sul lato Zhuhai.
La penisola di Macao era originariamente un'isola, ma il banco di sabbia che la collegava, si è gradualmente trasformato in uno stretto istmo. Le bonifiche effettuate nel XVII secolo trasformarono Macao in una penisola con un terreno generalmente pianeggiante, anche se numerose ripide colline segnano ancora l'originale conformazione del territorio. Alto de Coloane è il punto più alto a Macao, con un'altezza di 170,6 metri. Con un ambiente urbano denso, Macao non ha campagne, pascoli, foreste o boschi.

## Clima
Macao ha un clima subtropicale umido (classificazione di Köppen CWA), con un'umidità relativa media tra il 75% e il 90%. Simile a gran parte del sud della Cina, il clima stagionale è fortemente influenzato dai monsoni e le differenze di temperatura e di umidità tra l'estate e inverno sono evidenti, anche se non così come nella Cina interna. La temperatura media annuale di Macao è di 22,7 °C. Luglio è il mese più caldo, con una temperatura media di 28,9 °C, gennaio il più freddo, con una temperatura media di 14,5 °C.
Situato sulla costa meridionale della Cina, Macao presenta abbondanti piogge, con una precipitazione media annua di 2 120 millimetri. Tuttavia, l'inverno è per lo più asciutto a causa dell'influenza dell'anticiclone russo-siberiano che colpisce gran parte dell'Asia orientale. L'autunno a Macao, che va da ottobre a novembre, è soleggiato e ancora piacevolmente caldo con una bassa umidità. L'inverno (da dicembre a inizio marzo) è generalmente mite con temperature superiori a 13 °C per la maggior parte del tempo, anche se possono anche scendere al di sotto degli 8 °C. L'umidità inizia ad aumentare da fine marzo. L'estate è molto calda, con temperature spesso sopra i 30 °C durante il giorno. Il caldo è spesso seguito da forti piogge, temporali e occasionali tifoni.
| Macao               | Mesi | Mesi | Mesi | Mesi  | Mesi  | Mesi  | Mesi  | Mesi  | Mesi  | Mesi  | Mesi | Mesi | Stagioni | Stagioni | Stagioni | Stagioni | Anno    |
| Macao               | Gen  | Feb  | Mar  | Apr   | Mag   | Giu   | Lug   | Ago   | Set   | Ott   | Nov  | Dic  | Inv      | Pri      | Est      | Aut      | Anno    |
| ------------------- | ---- | ---- | ---- | ----- | ----- | ----- | ----- | ----- | ----- | ----- | ---- | ---- | -------- | -------- | -------- | -------- | ------- |
| T. max. media (°C)  | 17,7 | 17,7 | 20,7 | 24,5  | 28,1  | 30,3  | 31,5  | 31,2  | 30,0  | 27,4  | 23,4 | 19,6 | 18,3     | 24,4     | 31,0     | 26,9     | 25,2    |
| T. min. media (°C)  | 12,2 | 13,1 | 16,2 | 20,2  | 23,6  | 25,7  | 26,3  | 26,0  | 24,9  | 22,3  | 17,8 | 13,8 | 13,0     | 20,0     | 26,0     | 21,7     | 20,2    |
| Precipitazioni (mm) | 32,4 | 58,8 | 82,5 | 217,4 | 361,9 | 339,7 | 289,8 | 351,6 | 194,1 | 116,9 | 42,6 | 35,2 | 126,4    | 661,8    | 981,1    | 353,6    | 2 122,9 |
| Giorni di pioggia   | 6    | 10   | 12   | 12    | 15    | 17    | 16    | 16    | 13    | 7     | 5    | 4    | 20       | 39       | 49       | 25       | 133     |

## Suddivisione amministrativa

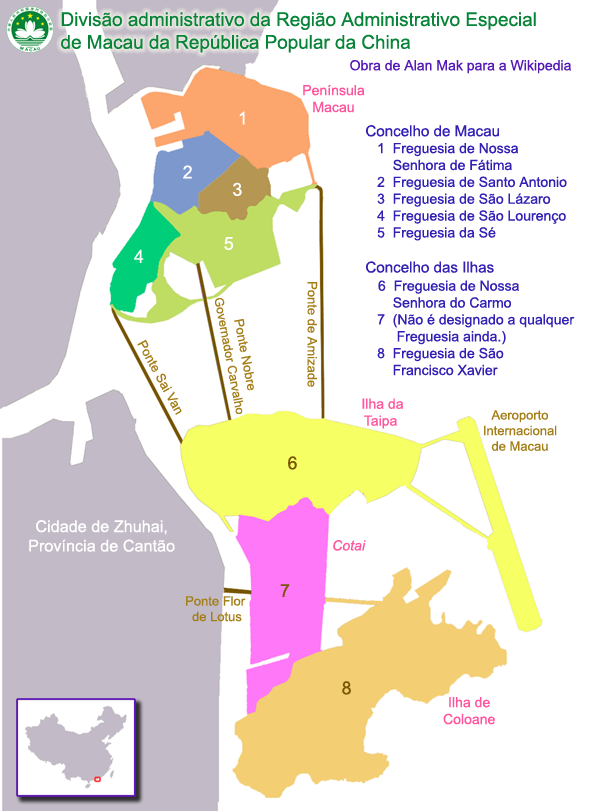
Struttura amministrativa di Macao

Durante l'amministrazione portoghese, Macao è stato diviso in due comuni o concelhos (Concelho de Macau e Concelho das Ilhas) e in sette frazioni o freguesias. Queste suddivisioni sono gestite da un consiglio comunale.
Dopo il passaggio di consegne il nuovo governo ha abolito i comuni, creando 57 municipalità provvisorie.
Nel dicembre 2001, queste municipalità sono state abolite. Ora a Macao vi sono solo due concelhos (comuni) e sette freguesias (frazioni):
Macao (concelho)
- Freguesia di Nossa Senhora de Fátima, 花地瑪堂區
- Freguesia di Santo Antônio, 聖安多尼堂區
- Freguesia di São Lazaro, 望德堂區
- Freguesia di Sé, 大堂區
- Freguesia di São Lourenco, 風順堂區 o 聖老愣佐堂區

Ilhas (concelho)
- Freguesia di Taipa 氹仔
- Freguesia di Coloane 路環

### Gemellaggi
Macao è gemellata con:
- San Paolo
- Lisbona
- Porto
- Bruxelles
- Coimbra
- Linköping
- Halle
- Da Nang
- San Francisco

## Amministrazione
La "legge fondamentale di Macao" è la legge ordinaria della Cina che funge de facto da costituzione della Regione amministrativa speciale di Macao. In conformità con tale documento e la dichiarazione congiunta sino-portoghese, Macao vanta un "alto grado di autonomia come regione amministrativa speciale, in tutti i settori con l'eccezione della difesa e della politica estera", dal 1999. Per questo la regione può mantenere il suo sistema economico di libero mercato e può garantire diritti e libertà ai suoi cittadini, almeno fino al 2049, secondo il principio "una Cina, due sistemi".
I funzionari di Macao, o in alternativa i funzionari della Repubblica Popolare Cinese, conducono la gestione della regione attraverso l'esercizio separato del potere legislativo, esecutivo e giudiziario, così come il diritto di giudizio finale. Macao mantiene la propria moneta, il territorio doganale, i controlli di immigrazione e di frontiera e le proprie forze di polizia.

### Esecutivo

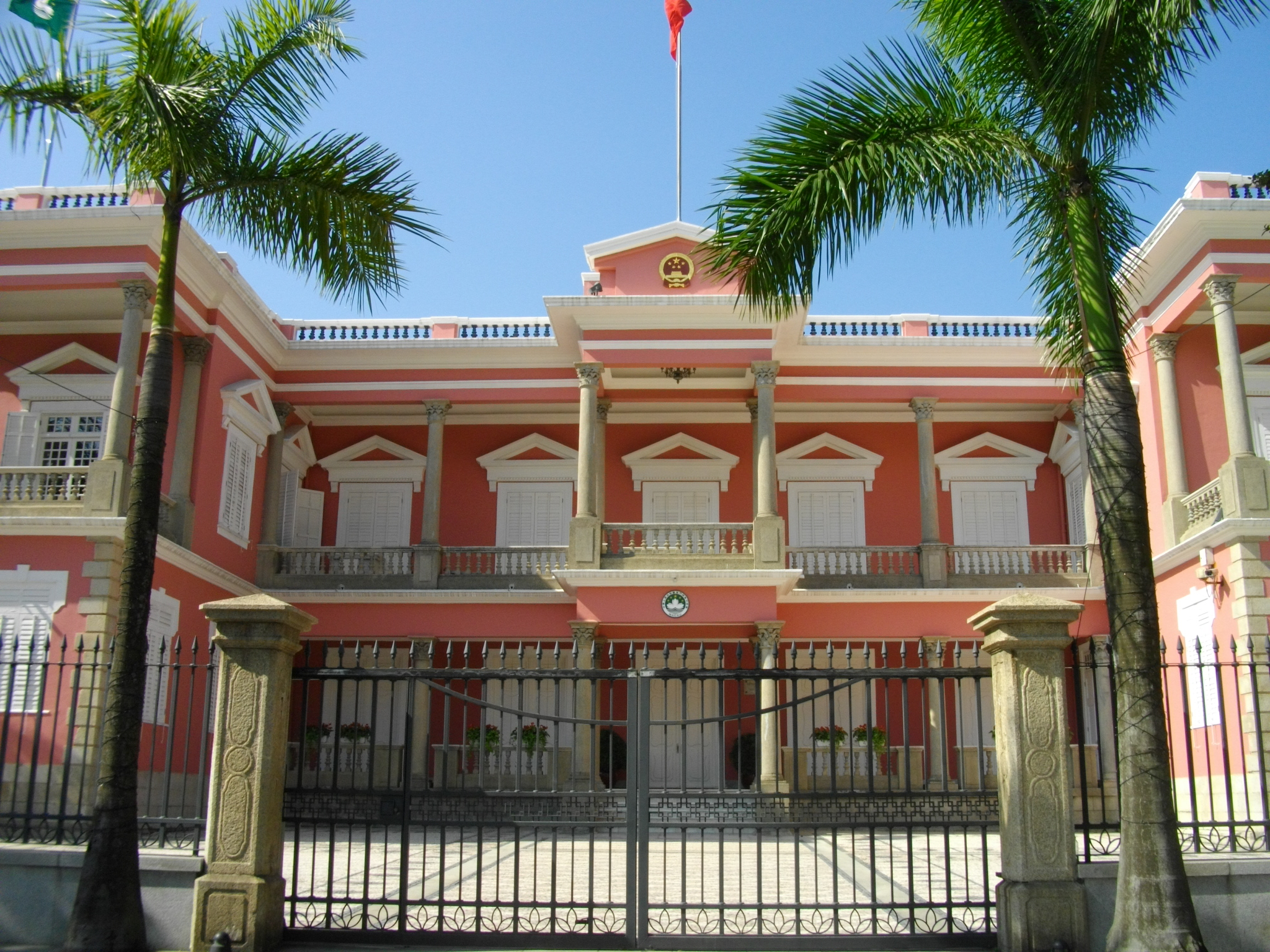
Sede del governo di Macao

Il governo di Macao è presieduto dal capo dell'esecutivo, il quale è nominato dal governo centrale su raccomandazione di un comitato elettorale, i cui tre membri sono nominati da un centinaio di organi sociali e di comunità. La raccomandazione è fatta da un'elezione in seno al comitato. Il gabinetto del capo dell'esecutivo è composto da cinque segretari politici ed è supportato dal Consiglio direttivo, che ha tra i sette e gli undici membri.

### Potere legislativo
L'organo legislativo del territorio è l'Assemblea legislativa, un corpo di 29 membri composto da 12 membri eletti direttamente, 10 eletti indirettamente che rappresentano i collegi elettorali e 7 membri nominati dal direttore generale. Qualsiasi residente permanente di età pari o superiore ai 18 anni ha diritto di voto nelle elezioni dirette. Le elezioni indirette sono limitate alle organizzazioni registrate come "corporate elettorali" e un comitato elettorale di 300 membri provenienti da ampi raggruppamenti regionali, le organizzazioni comunali e gli organi del governo centrale.

### Magistratura
Il quadro originale del sistema giuridico, in gran parte basato sul diritto portoghese, è stato conservato dopo il 1999. Il territorio ha un proprio sistema giudiziario indipendente con un alto tribunale. I giudici sono selezionati da una commissione e nominati dal direttore generale. Giudici stranieri possono servire a Macao.
Macao ha un sistema di corte a tre livelli: il Tribunale di primo grado, il Tribunale di secondo grado e la Corte di cassazione.

### Difesa
Sotto il dominio portoghese, Macao è spesso servita come base di spedizione per il Giappone e altre regioni dell'Asia orientale. A partire dal XVI secolo, mantenne un forte presidio soprattutto per respingere gli attacchi cinesi, olandesi e quelli dalla terraferma. Tuttavia, dopo che l'alleato britannico si stabilì a Hong Kong, la necessità di una forte presenza militare a Macao tramontò e si limitò sempre di più fino a cessare nel 1974. Tuttavia, una guarnigione portoghese venne lasciata sul territorio. Anche la Capitania dos Portos mantenne la gestione di una guardia costiera e la forza aerea portoghese mantenne aerodromi attivi fino all'apertura dell'aeroporto internazionale di Macao a metà degli anni 1990. Nel 1999, con la consegna alla Repubblica popolare cinese, una consistente guarnigione dell'Esercito Popolare di Liberazione è stato istituito nella città, annientando, anche grazie ad azioni di polizia e ad arresti, la violenza perpetrata dalle triadi. Il presidio rimane, in gran parte, di stanza nella vicina Zhuhai.

## Società

### Etnie

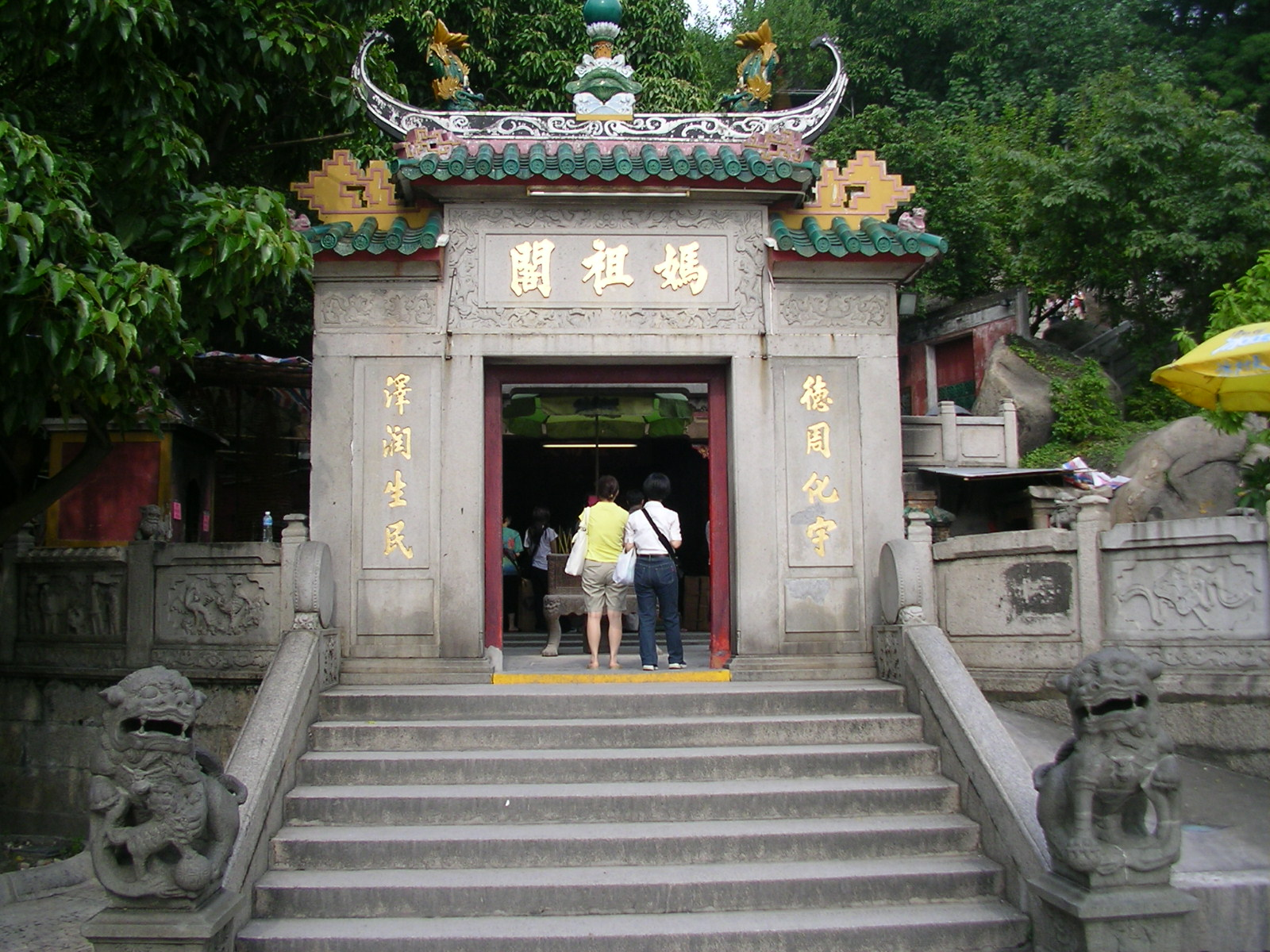
Tempio A-Ma, edificato nel 1448 e dedicato alla dea Matsu

Macao è la regione più densamente popolata del mondo, con una densità di popolazione di 20 497 persone per chilometro quadrato, secondo una stima del 2013 (nel 2004 c'erano 18 428 abitanti/km²). Il 95% della popolazione di Macao è cinese, un altro 2% è portoghese o di origine mista cinese/portoghese, un gruppo etnico spesso indicato come Macao. Secondo il censimento del 2006, il 47% dei residenti erano nati in Cina, di cui il 74,1% era nato nel Guangdong e il 15,2% nel Fujian. Per il resto, il 42,5% dei residenti erano nativi di Macao, mentre quelli provenienti da Hong Kong, Filippine e Portogallo erano rispettivamente il 3,7%, il 2,0% e lo 0,3%.
Dal momento che il suo tasso di natalità è uno dei più bassi del mondo, la crescita della popolazione a Macao si basa principalmente sugli immigrati provenienti dalla Cina continentale e l'afflusso di lavoratori stranieri. Secondo il World Factbook, Macao vanta la seconda più alta aspettativa di vita nel mondo, mentre i suoi tassi di mortalità infantile sono tra i più bassi.

### Lingue
| Idioma normalmente usato dai residenti | Idioma normalmente usato dai residenti |
| -------------------------------------- | -------------------------------------- |
| Idioma                                 | Percentuale della popolazione          |
| Cantonese                              | 85,7                                   |
| Altre forme di cinese                  | 6,7                                    |
| Portoghese                             | 0,6                                    |
| Mandarino                              | 3,2                                    |
| Inglese                                | 1,5                                    |
| Altre                                  | 2,3                                    |

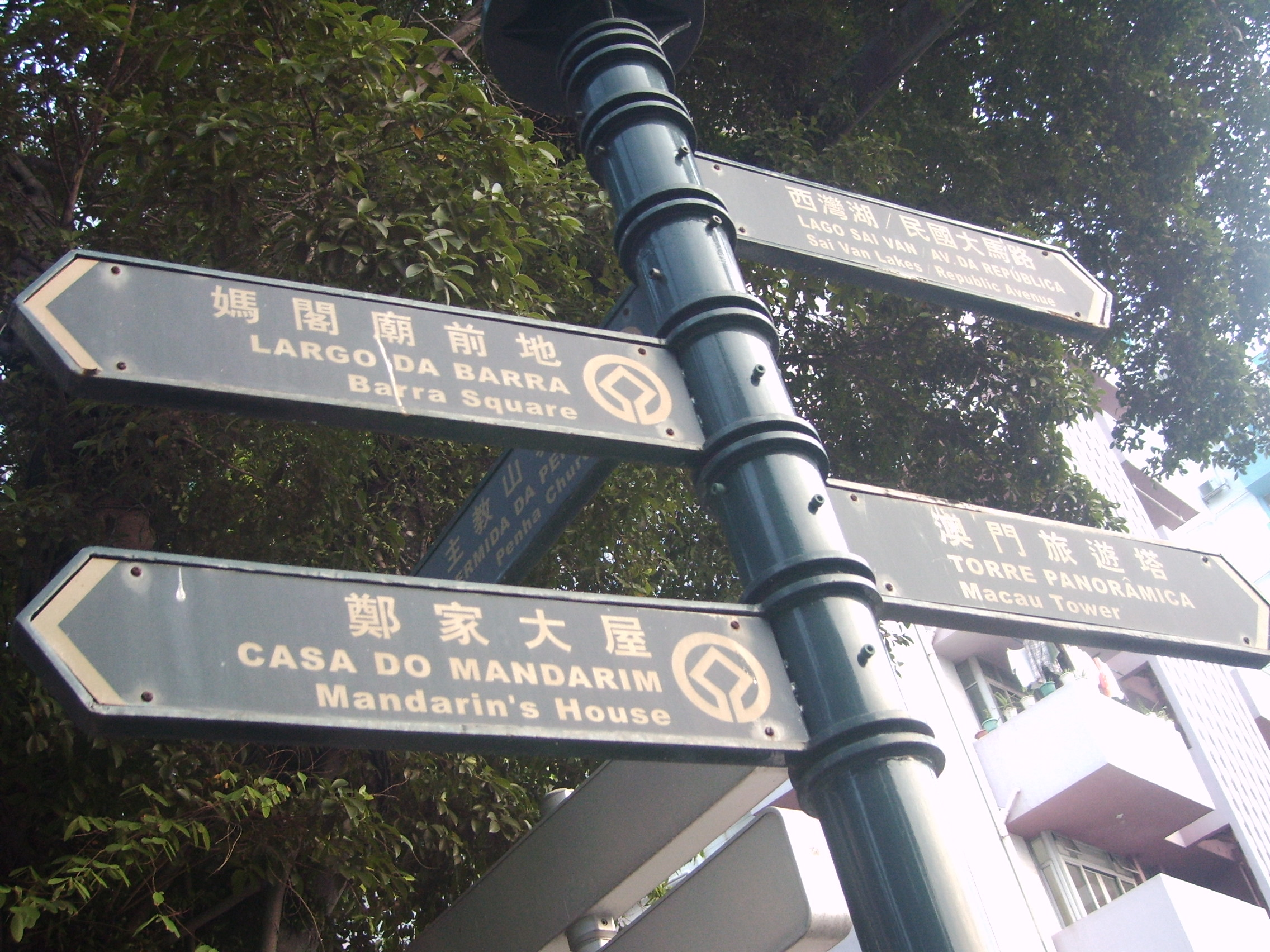
Molte indicazioni stradali utilizzano sia il cinese sia la lingua portoghese, a cui spesso viene aggiunta anche la traduzione in inglese

Le lingue ufficiali di Macao sono il cinese (scritto con i caratteri tradizionali) e il portoghese; tuttavia la lingua più diffusa è il cantonese, parlata da oltre l'85% della popolazione. Macao conserva ancora il suo proprio dialetto derivato del portoghese, chiamato Macao portoghese. Circa il 3% della popolazione parla portoghese come prima lingua. Altre lingue come mandarino, inglese e min nan sono parlate da alcune comunità locali. La lingua macanese, una lingua creola conosciuta anche come Patua, viene ancora parlata da parecchie decine di persone.

### Religioni
|                                    |                                    |  |     |     |
| ---------------------------------- | ---------------------------------- |  | --- | --- |
| Sette popolari                     | Sette popolari                     |  | 30% | 30% |
| Buddhismo e taoismo                | Buddhismo e taoismo                |  | 10% | 10% |
| Cristianesimo                      | Cristianesimo                      |  | 5%  | 5%  |
| Non religiosi / culti tradizionali | Non religiosi / culti tradizionali |  | 55% | 55% |

La maggior parte dei cinesi a Macao è profondamente influenzata dalla propria tradizione e cultura e perciò professa la religione tradizionale cinese, di cui costituiscono parte integrante il confucianesimo e certe scuole taoiste. Secondo rilevamenti statistici del 2009 il 30% della popolazione aderisce a sette di matrice popolare (dottrine organizzate che fanno propri elementi del pantheon tradizionale combinandoli con dottrine morali), il 10% della popolazione segue il buddismo o il taoismo distintamente dalla religione tradizionale, e il 5% della popolazione è cristiano.

## Istruzione

### Università
L'Università di Macao è stata fondata nel 1981.

## Economia
Macao ha un'economia trainata dal turismo, il 14,6% della forza lavoro è impiegata in ristoranti e alberghi e il 10,3% nel settore del gioco d'azzardo. Con l'apertura di diversi alberghi e casinò, si è assistito a una mancanza di manodopera e il governo ha cercato di importarla dalle regioni vicine. Il numero di lavoratori importati si è attestato a un livello record di 98 505 nel secondo trimestre del 2008, che rappresenta oltre il 25% della forza lavoro a Macao. Alcuni lavoratori locali lamentano la mancanza di posti di lavoro a causa del flusso di immigrati disposti a lavorare a basso prezzo. Alcuni sostengono anche che il problema del lavoro nero sia grave. Un'altra preoccupazione è l'ampliamento delle disparità di reddito nella regione. Macao ha un coefficiente di Gini, una popolare misura della disuguaglianza di reddito in cui un valore basso indica una più equa distribuzione, che è passato da 0,43 nel 1998 a 0,48 del 2006, diventando uno dei più alti delle regioni limitrofe, come ad esempio la Cina (0,447), la Corea del Sud (0,316) e Singapore (0,425).
L'economia di Macao si basa in gran parte sul turismo. Le altre principali attività economiche sono l'esportazione tessile e la produzione di abbigliamento, servizi bancari e finanziari. L'industria dell'abbigliamento ha fornito circa tre quarti dei proventi dalle esportazioni mentre il settore del gioco d'azzardo e il turismo è stimato a contribuire a più di 50% del PIL di Macao e il 70% delle entrate del governo.

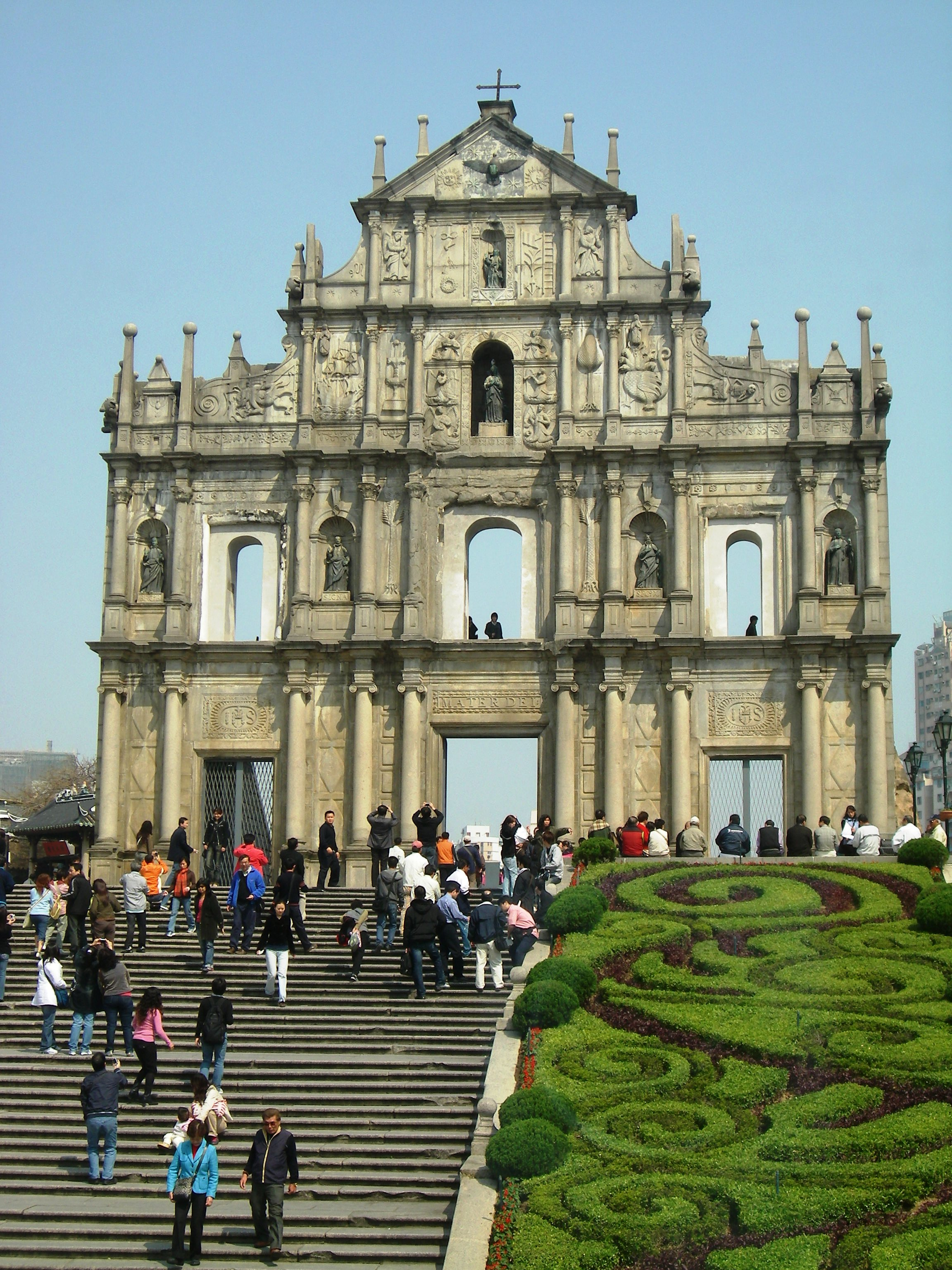
Le rovine della chiesa di San Paolo, emblema di Macao

Macao è membro fondatore dell'Organizzazione mondiale del commercio e ha mantenuto solide relazioni economiche e commerciali con più di 120 paesi, con l'Unione europea e in particolare con i paesi di lingua portoghese. Macao è anche membro del Fondo monetario internazionale. La Banca Mondiale classifica Macao come un'economia ad alto reddito e il PIL pro capite della regione nel 2006 è stato di 28 436 dollari statunitensi. Dopo il passaggio alla Cina, avvenuto nel 1999, si è registrato un rapido aumento del numero di visitatori dalla terraferma a causa dell'allentamento da parte delle autorità cinesi sulle restrizioni di viaggio. Insieme con la liberalizzazione del settore del gioco d'azzardo, avvenuta nel 2001 e che ha indotto significativi flussi di investimento, il tasso medio di crescita dell'economia tra il 2001 e il 2006 è stato di circa 13,1% l'anno.
In un report dell'Organizzazione mondiale del turismo datato al 2006, Macao si classificava al 21º posto come numero di turisti e 24º in termini di entrate turistiche. Da 9,1 milioni di visitatori arrivati nel 2000, il numero è cresciuto ai 18,7 milioni registrati nel 2005 e ai 22 milioni di visitatori nel 2006, con oltre il 50% degli arrivi provenienti dalla Cina continentale e un altro 30% da Hong Kong.
A partire dal 1962, l'industria del gioco d'azzardo operava sotto il monopolio della Sociedade de Turismo e Diversões de Macau di Stanley Ho grazie a una concessione da parte del governo. Il monopolio si è concluso nel 2002 e diversi proprietari di casinò di Las Vegas hanno tentato di entrare nel mercato. Con l'apertura del Sands Macao nel 2004, e del Wynn Macau nel 2006, i redditi del gioco d'azzardo crebbero notevolmente. Nel 2007, il Venetian Macau, in quel momento il secondo (oggi sesto) più grande edificio al mondo per superficie, ha aperto le sue porte al pubblico, seguito dal MGM Grand Macau. Numerosi altri casinò dell'hotel, tra cui il Galaxy Cotai Megaresort, apriranno in un prossimo futuro. Nel 2013 il settore del gioco d'azzardo ha raggiunto il 60% del PIL. Sebbene questo settore sia entrato in una fase di declino negli anni successivi, la sua quota del PIL si aggirava, nel 2016, intorno al 47%. In quest'ultimo anno le entrate lorde ammontavano a ben sette volte quelle di Las Vegas.

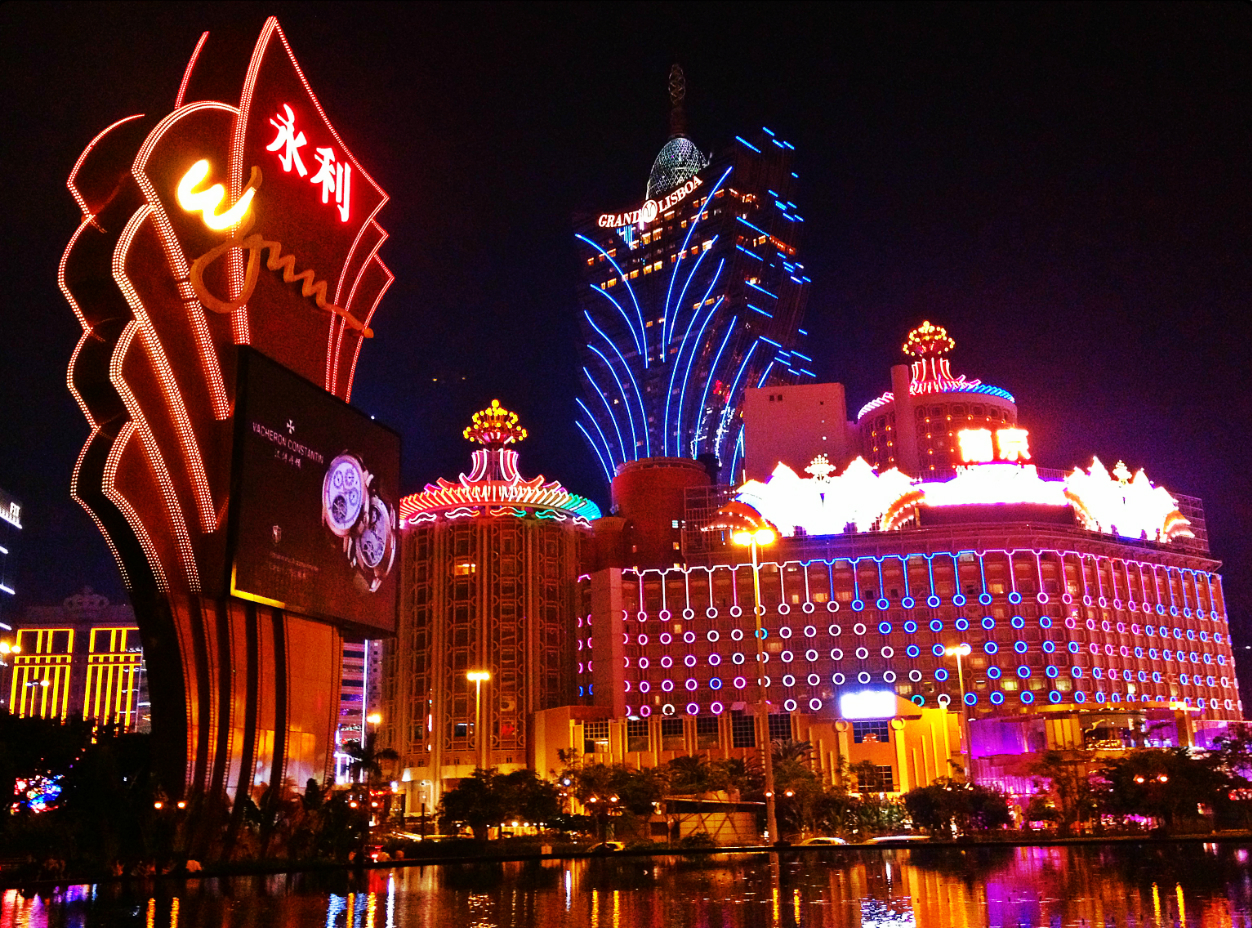
Il gioco d'azzardo è una delle maggiori entrate dell'economia di Macao

A partire dal 2010 l'industria dell'intrattenimento di Macao ha anche dilagato negli spettacoli, nei concerti, nelle fiere e nelle gallerie d'arte internazionali oltre che nel gioco d'azzardo.
Macao è un centro finanziario offshore, un paradiso fiscale e un porto franco senza regimi di controllo dei cambi. L'Autorità Monetaria di Macao regola le attività finanziarie, mentre l'Istituto per la promozione degli investimenti fornisce servizi per gli investitori. Nel 2007, l'agenzia di rating Moody's passò il suo giudizio su Macao da 'Aa3' da 'A1', citando le solide finanze del governo.
Come prescritto dalla legge fondamentale di Macao, il governo segue il principio di mantenere la spesa entro i limiti delle entrate nell'elaborazione del bilancio e si sforza di raggiungere un equilibrio di bilancio, evitando disavanzi e mantenendo le spese commisurate al tasso di crescita e al PIL raggiunto. Tutte le entrate finanziarie della Regione amministrativa speciale di Macao devono essere gestite e controllate dalla Regione stessa e non devono essere consegnate al governo cinese. Il governo della Repubblica Popolare Cinese non può imporre tasse nella Regione amministrativa speciale di Macao.

## Monumenti e luoghi d'interesse
- La facciata della cattedrale di San Paolo, progettata dal beato Carlo Spinola (XVII secolo);
- Chiesa di San Giuseppe Operaio (XX secolo).

## Sport
Il calcio è lo sport con maggior popolarità a Macao. La regione è rappresentata dalla Nazionale di calcio di Macao. Un altro sport comune è l'hockey su pista, praticato in particolare dai portoghesi. Macao partecipa al Campionato del mondo di hockey su pista nella categoria B. La nazionale è la più forte dell'Asia e vanta nel palmarès molti titoli vinti.
Ogni anno la città ospita il prestigioso Gran Premio di Macao, competizione automobilistica e motociclistica di grande prestigio che si svolge sul tracciato cittadino del Circuito da Guia.

## Infrastrutture e trasporti

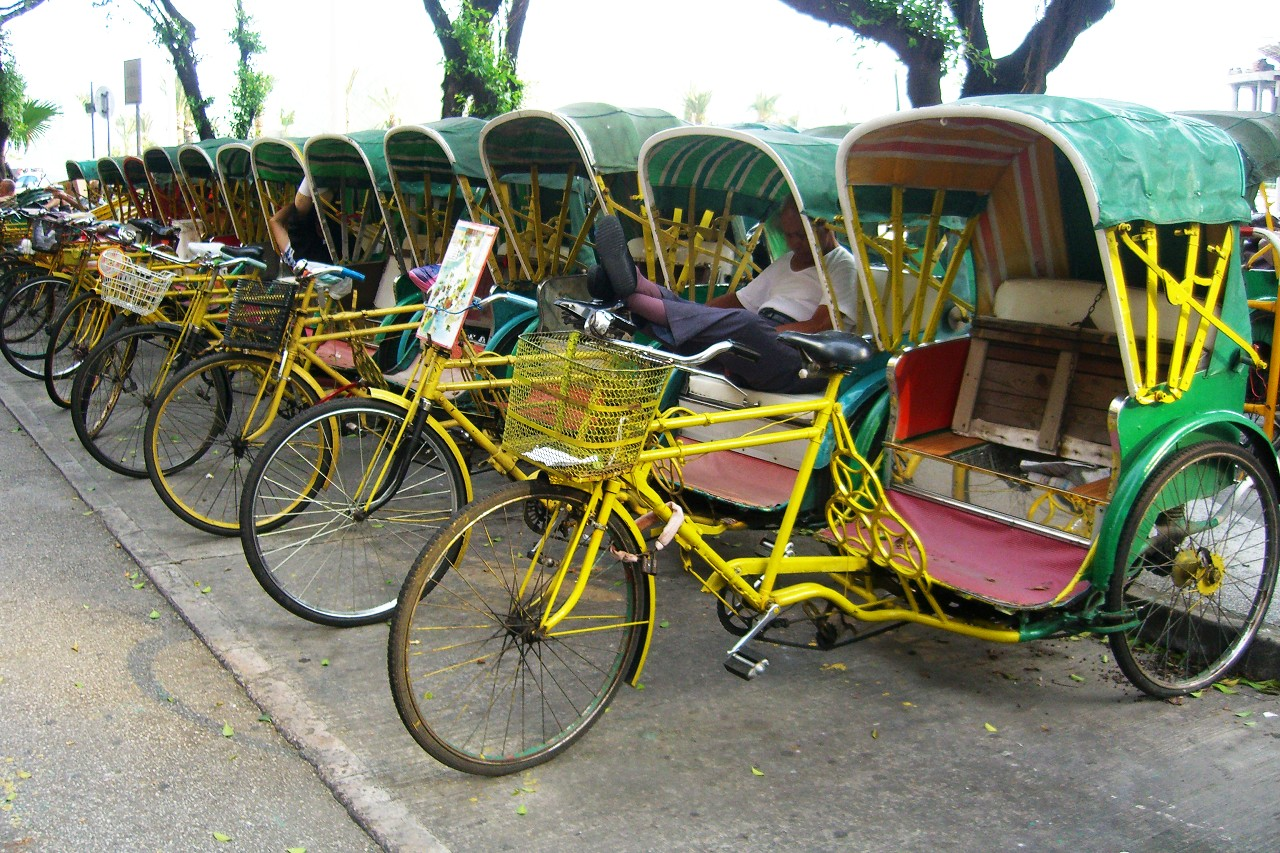
Il trisciò, un caratteristico mezzo utilizzato principalmente per visite turistiche della città

A Macao, il senso di marcia è a sinistra, differentemente sia dalla Cina sia dal Portogallo. La regione vanta una consolidata rete di trasporto pubblico che collega la penisola di Macao, Cotai, Taipa e Coloane Island. Gli autobus e i taxi sono i principali mezzi di trasporto pubblico. Attualmente tre società, TransMac, Transportas Companhia de Macau e Reolian Public Transport Co., operano servizi di autobus pubblici in concessione. Anche se utilizzato principalmente per visitare la città, è disponibile anche il trisciò, un ibrido tra il triciclo e il risciò.
Due terminal di traghetti forniscono servizi di trasporto transfrontalieri per i passeggeri che viaggiano tra Macao e Hong Kong, mentre il Terminal Yue Tung nel porto interno serve coloro che viaggiano tra Macao e le altre città in Cina, tra cui Shekou e Shenzhen.
Macao possiede anche un aeroporto internazionale, noto come Aeroporto Internazionale di Macao, che si trova all'estremità orientale di Taipa. L'aeroporto serviva anche come hub per il transito dei passeggeri che viaggiavano tra la Cina continentale e Taiwan, ma ora, con l'introduzione di voli diretti tra le due regioni, il traffico passeggeri per questo scopo è diminuito. L'aeroporto è l'hub principale per Air Macau. Nel 2006, la struttura ha gestito circa 5 milioni di passeggeri.

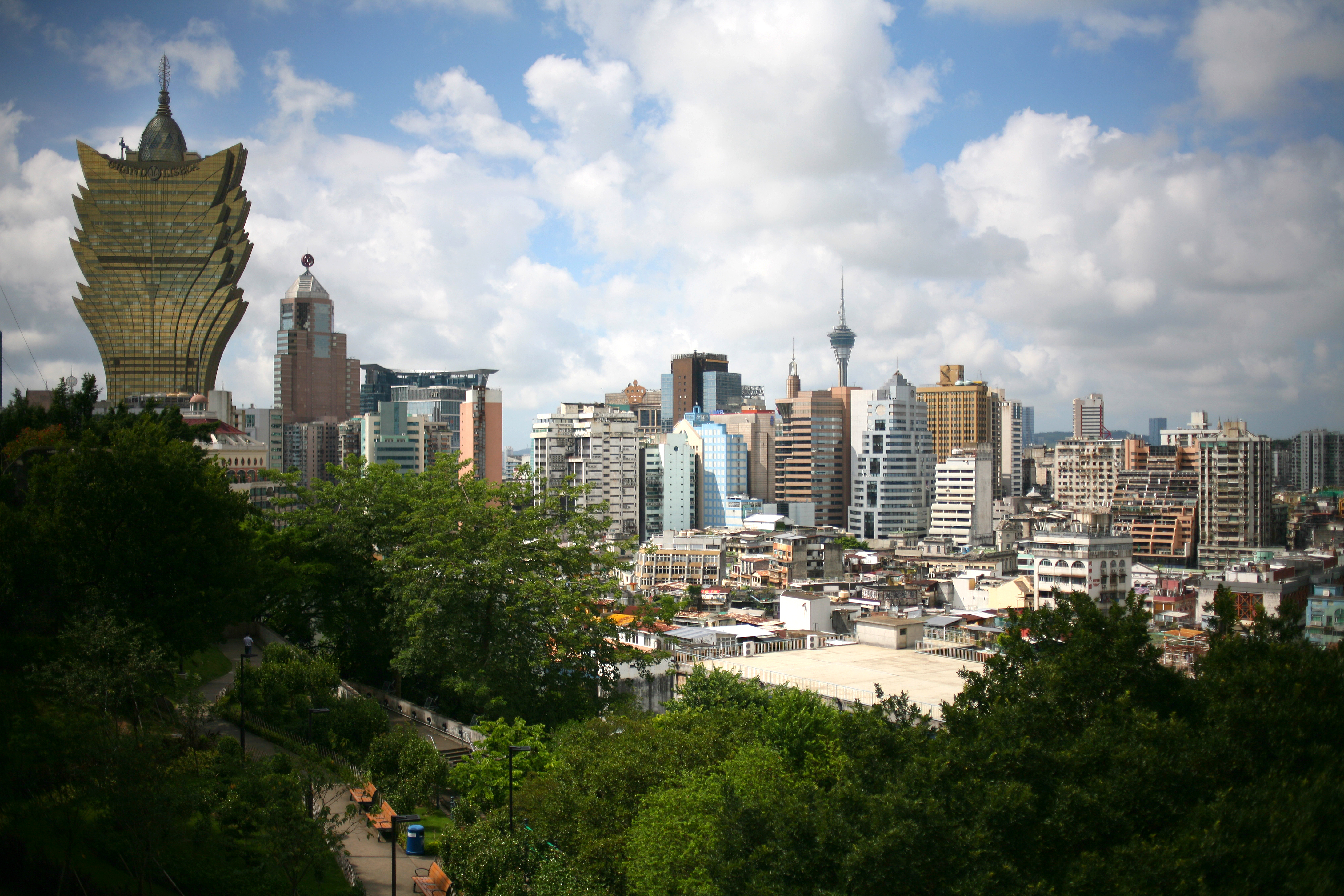
Panorama di Macao